# Raveniola zaitzevi
Raveniola zaitzevi là một loài nhện trong họ Nemesiidae.
Raveniola zaitzevi được miêu tả năm 1948 bởi Charitonov.